# Mario Pardini
Mario Pardini (Lucca, 14 dicembre 1973) è un politico italiano, sindaco di Lucca dal 2022.

## Biografia

### Attività imprenditoriale
Sposato e padre di due figli, si è laureato all'Università di Pisa in economia e commercio. Dopo un'esperienza lavorativa a Londra nel settore finanziario, dal 2005 al 2017 è stato co-fondatore e amministratore delegato dell'azienda vinicola Ave Wines a Mendoza, in Argentina.
Co-fondatore e coordinatore dell'Area Movie all'interno della manifestazione Lucca Comics & Games dal 2011 al 2018, ha poi ricoperto la carica di presidente di Lucca Crea Srl, nata dalla fusione del Lucca Comics con Lucca Polo Fiere e Congressi, dal 2018 al 2020.
Nel 2020 è tra i produttori del film Anja - Real Love Girl, diretto da Paolo Martini e Pablo Benedetti.

### Sindaco di Lucca
In occasione delle elezioni amministrative del 2022, annuncia la sua candidatura come indipendente alla carica di sindaco di Lucca, ricevendo in seguito il sostegno della coalizione di centro-destra. Dopo avere ottenuto il 34,35% al primo turno, accede al ballottaggio contro il candidato del centro-sinistra Francesco Raspini. Viene eletto sindaco con il 51% dei voti. Si insedia ufficialmente il 27 giugno 2022.